# Stapleford Abbotts
Pour les articles homonymes, voir Stapleford.
Stapleford Abbotts est un village et une paroisse civile de l'Essex, en Angleterre.